# Péter Pázmány
Péter Pázmány, född 4 oktober 1570, död 1637, var en ungersk präst.
Pázmány blev jesuit 1587, ärkebiskop i Gran 1616 och kardinal 1629. Pázmány, som var en av den katolska motreformationens främsta krafter var en framstående predikant och glänsande stilist. Han har ansetts som det moderna ungerska skriftspråkets grundläggare. Pázmány utgav flera mot protestantismen polemiska skrifter, grundade många katolska skolor och prästseminarier. Pázmány  uppträdde även som kyrkopolitiker till de katolska habsburgarnas förmån mot den protestantiska folkrörelsen under Gábor Bethlen.